# Diario Oficial de Castilla-La Mancha
El Diario Oficial de Castilla-La Mancha (DOCM) es el diario oficial de la comunidad autónoma española de Castilla-La Mancha, dedicado a la publicación de determinadas leyes, disposiciones y actos de inserción obligatoria.
La Constitución española de 1978 dispone en su artículo 9.3 que «la Constitución garantiza (...) la publicidad de las normas». La publicación de las normas es por tanto un imperativo constitucional, canalizándose esta a través de los distintos diarios o boletines oficiales, como el Boletín Oficial del Estado o el propio Diario Oficial de Castilla-La Mancha.
La edición, impresión, publicación y difusión del Diario Oficial de Castilla-La Mancha está encomendada, en régimen de descentralización funcional, al Servicio de DOCM y Publicaciones. Desde el 1 de enero de 2009, la edición electrónica del DOCM tiene plena validez jurídica.
El DOCM se publica todos los días del año, excepto los sábados, domingos y aquellos días declarados inhábiles en Castilla-La Mancha. Excepcionalmente, la Consejería de Hacienda, Administraciones Públicas y Transformación Digital puede determinar la publicación de números extraordinarios, suplementos y separatas.

## Normativa
- Decreto 354/2008, de 23 de diciembre, por el que se regula el Diario Oficial de Castilla-La Mancha.
- Orden de 17-10-2003, de la Consejería de Administraciones Públicas, por la que se desarrollan determinados aspectos de la regulación del Diario Oficial de Castilla-La Mancha.[2]